# Канский замок

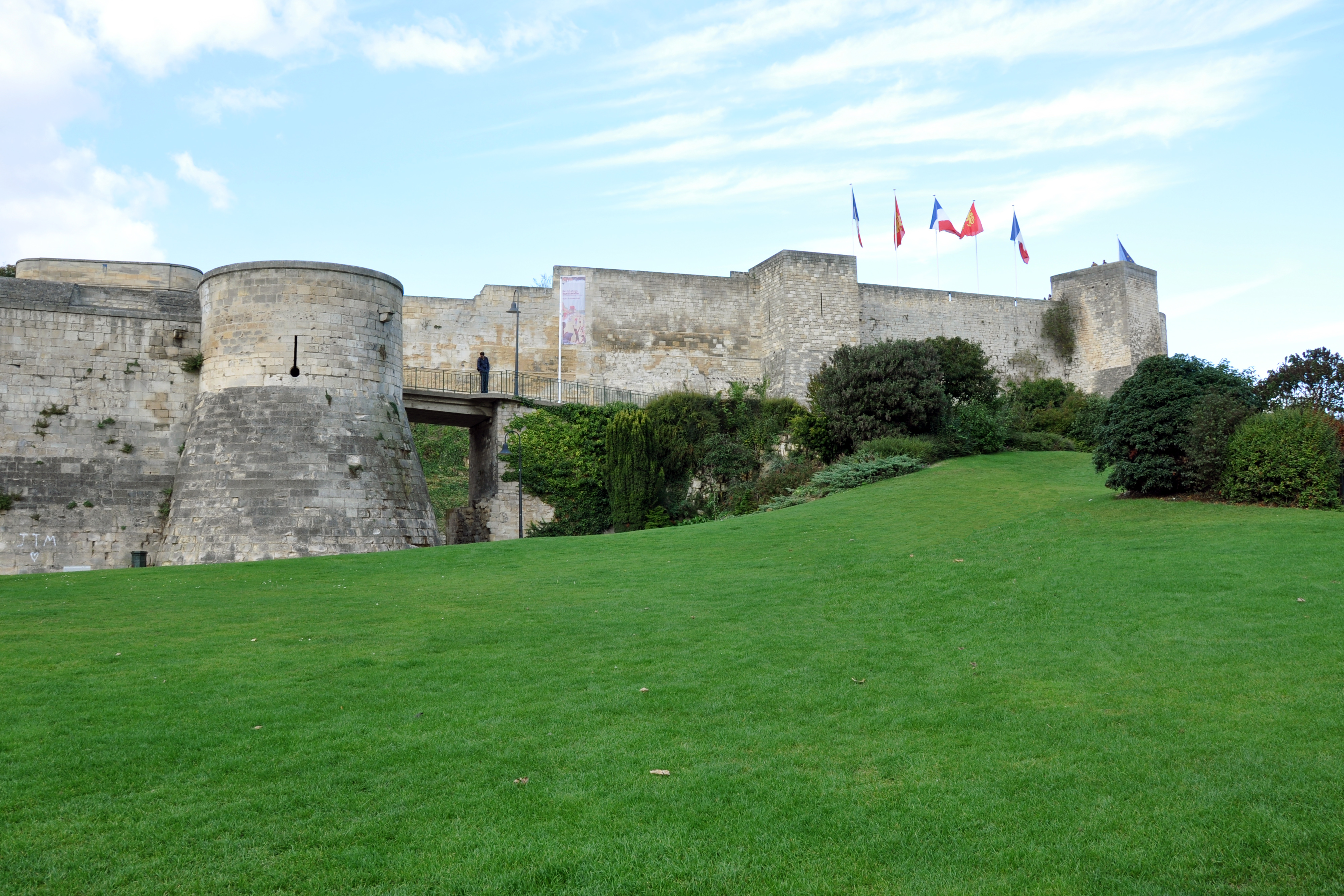
Канский замок

Канский замок — средневековая крепость в центре французского города Кан (Нижняя Нормандия). Основан Вильгельмом Завоевателем около 1060 года. В 1886 году включён в список исторических памятников.

## История
Замок основан Вильгельмом Завоевателем на холме в центральной части современного Кана около 1060 года. Его сын Генрих I построил в замке донжон и церковь св. Георгия. Все здания в крепости, а также стены строились из канского камня, который добывался здесь же, в каменоломнях под крепостным холмом.

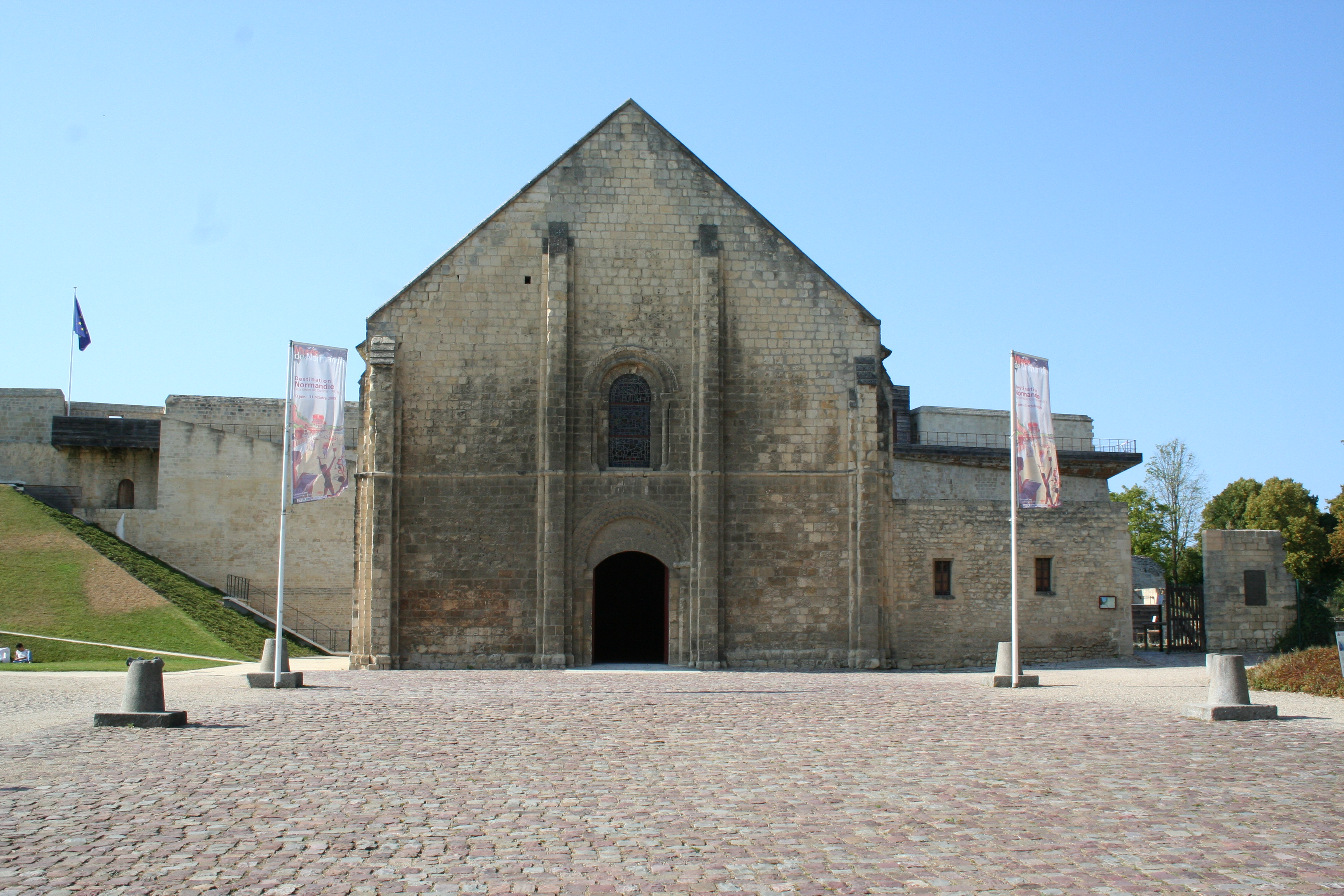
Казначейство (XII век)

В 1204 году Кан вместе со всей Нормандией перешёл под власть французской короны. При Филиппе Августе были проведены существенные фортификационные работы, превратившие Канский замок в мощную, хорошо укреплённую крепость. В период Столетней войны Канский замок несколько раз осаждался и захватывался, в 1346 году его захватили англичане незадолго до битвы при Креси. В 1417 году Кан ещё раз был взят английской армией под командованием короля Генриха V. На финальном этапе войны в 1450 году занят французами.
Во время Великой французской революции замок использовался революционерами как тюрьма. По приказу революционного командования был разрушен донжон замка. После революции крепость использовалась как военная тюрьма и казарма.
В 1944 году во время битвы за Кан строениям крепости был нанесен бомбардировками существенный ущерб, в частности были серьёзно повреждены церковь св. Георгия, казначейство, дворец губернаторов. Несколько зданий было разрушено полностью. После окончания войны в замке проведены масштабные реставрационные работы.

## Сооружения

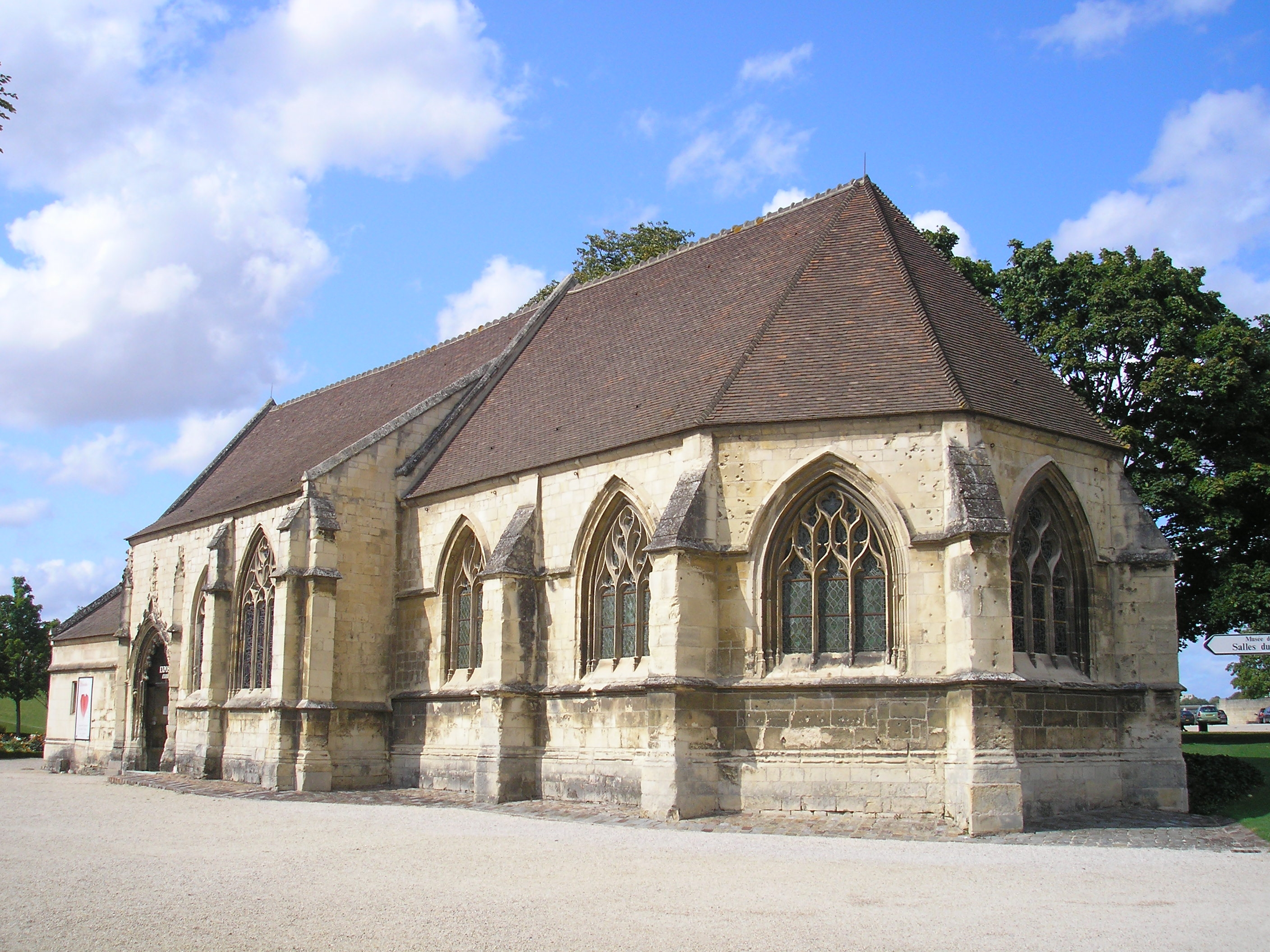
Церковь Святого Георгия

- Церковь Святого Георгия (около 1100 года, перестроена в XVI веке).
- Казначейство (l’Echiquier, начало XII века).
- Дворец губернаторов (Le logis des Gouverneurs). Построен в 1338 году, в XV и XVII веках подвергался существенным перестройкам. С 1963 года в здании расположен музей Нормандии.
- Донжон. Был построен в начале XII века и разрушен в 1783 году. Сохранился фундамент.
- Музей изящных искусств. Современное здание построено в 1971 году на месте полностью разрушенного в войну.
- Стены. Стены крепости в основном воздвигнуты в XV веке, сохранились участки XII века. В крепость ведут двое ворот: ворота Сен-Пьер (Porte Saint-Pierre) на юге и ворота Дешан (Porte des Champs) на северо-востоке. И те и другие ворота укреплены барбаканами. Доступ на стены разрешён, с них открывается живописный вид на Кан.

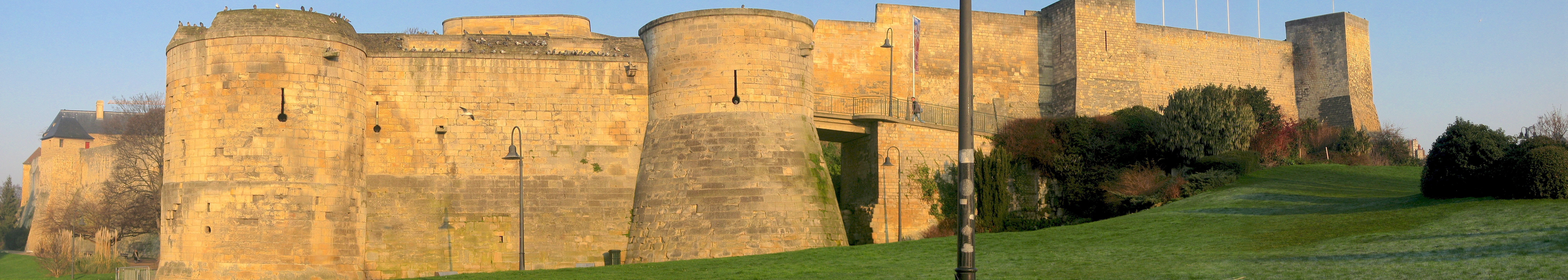
Панорама замка